# 阿斯蘭·布扎尼亞
阿斯蘭·格奧爾基耶維奇·布扎尼亞（1963年4月6日—），阿布哈茲政治家，自2020年4月23日至2024年11月19日期間擔任阿布哈茲總統。布扎尼亞曾擔任阿布哈茲國家安全局局長，也是阿布哈茲反對派的領導人之一。布扎尼亞被認為是定於2019年7月舉行的總統選舉中的熱門候選人。2019年4月，他因為中毒而被送入莫斯科的一家醫院，血液中檢出大劑量的汞和鋁。截至2019年5月，布扎尼亞仍在就醫，其呼吸系統與語言能力受損。 他參加了隨後的2020年阿布哈茲總統選舉，並以59%的選票當選總統。2024年阿布哈茲抗議後布扎尼亞辭職。